# 순행성 기억상실
순행성 기억상실(Anterograde amnesia, 順行性記憶喪失)은 뇌가 손상되기 전에 일어났던 사건은 기억할 수 있지만, 손상 이후에 접한 새로운 정보는 기억하지 못하는 현상이다.

## 대중문화에 미친 영향

### 순행성 기억 상실이 등장하는 작품
- 《메멘토》
- 《첫 키스만 50번째》
- 《탐정 포그와 애완견 애꾸》
- 《뷰디 메디스(Fuddy Meers)》
- 《니모를 찾아서》
- 《룩아웃》
- 《ef - a fairy tale of the two.》
- 《가지니》
- 《일주일간 친구》
- 《내가 잠들기 전에》